# قانا
قانا روستایی در ۱۰ کلیومتری جنوب شرقی شهر صور و ۱۲ کیلومتری مرز اسرائیل در جنوب لبنان است. این روستا حدود ۱۰ هزار تن جمعیت دارد که بیشتر آن‌ها شیعه هستند. قانا در منطقه تاریخی الجلیل بالا قرار دارد.
در دو دوره در جنگ‌های میان اسرائیل و حزب‌الله لبنان، شهروندان غیرنظامی لبنانی توسط نیروهای نظامی اسرائیل در روستای قانا مورد حمله قرار گرفته و به قتل رسیدند.